# 私有信息檢索
在密碼學，私有信息檢索（英語：Private information retrieval，PIR）協議令用戶可以在不披露下載項目的同時，從持有數據庫的伺服器下載項目。 PIR亦可視為一種弱化的n選1不經意傳輸（OT），但有區別，在於OT亦要求用户不得獲得其他數據項目的信息。
一種平凡但效率奇低的PIR可以通過讓伺服器複製整個數據庫，然後傳送給用戶實現。實際上，單伺服器（不論是經典或量子）設定下，這是唯一能信息學安全地保護用戶查詢的方案。有兩種方式應對這個問題：要麼假設伺服器計算能力有限，要麼假設有若干個相互不串通的伺服器，而各伺服器持有一份數據庫的備份。
該問題的信息論版本於1995年由本尼·楚爾，奧德·戈德里克，埃亞爾·庫希列維茲和邁度·蘇丹引入，計算版本則於1997年由埃亞爾·庫希列維茲和拉斐爾·奧斯特洛夫斯基提出。之後又有研究者提出了理論上非常高效的方案。單伺服器（計算安全）PIR只須（均攤）常數通信 ，而k—伺服器（信息學安全）PIR則可用 {\displaystyle n^{O\left({\frac {\log \log k}{k\log k}}\right)}}通訊完成（但下界仍然是近乎線性的量級）。